# Liga de Inglaterra de Rugby 15 1988-89
La Liga de Inglaterra de Rugby 15 1988-89, más conocido como Courage League 1988-89 fue la 2.ª edición de la Premiership Inglesa de Rugby.
El campeón del torneo fue el equipo de Bath quienes obtuvieron su primer campeonato.

## Equipos participantes
| Equipo              | Estadio           | Capacidad | Ciudad        |
| ------------------- | ----------------- | --------- | ------------- |
| Bath                | Bath              | 8,200     | Bath          |
| Bristol             | Memorial Stadium  | 12,100    | Bristol       |
| Gloucester          | Kingsholm         | 11,000    | Gloucester    |
| Harlequins          | The Stoop         | 8,500     | Twickenham    |
| Leicester Tigers    | Welford Road      | 16,000    | Leicester     |
| Liverpool St Helens | Moss Lane         |           | Merseyside    |
| Moseley             | The Reddings      | 10,000    | Birmingham    |
| Nottingham          | Ireland Avenue    | 4,950     | Beeston       |
| Orrell              | Edge Hall Road    | 3,000     | Orrell        |
| Rosslyn Park        | The Rock          | 2,000     | Roehampton    |
| Wasps               | Repton Avenue     |           | Sudbury       |
| Waterloo            | St Anthony's Road | 9,000     | Blundellsands |

## Clasificación
| Pos. | Equipo              | Encuentros | Encuentros | Encuentros | Encuentros | Tantos | Tantos | Tantos | Puntos |
| Pos. | Equipo              | PJ         | PG         | PE         | PP         | F      | C      | Dif    | Puntos |
| ---- | ------------------- | ---------- | ---------- | ---------- | ---------- | ------ | ------ | ------ | ------ |
| 1    | Bath                | 11         | 10         | 0          | 1          | 263    | 98     | +165   | 20     |
| 2    | Gloucester          | 11         | 7          | 1          | 3          | 215    | 112    | +103   | 15     |
| 3    | Wasps               | 11         | 7          | 1          | 3          | 206    | 138    | +68    | 15     |
| 4    | Nottingham          | 11         | 6          | 1          | 4          | 142    | 122    | +20    | 13     |
| 5    | Orrell              | 11         | 6          | 1          | 4          | 148    | 157    | –9     | 13     |
| 6    | Leicester           | 11         | 6          | 1          | 4          | 189    | 199    | –10    | 13     |
| 7    | Bristol             | 11         | 6          | 0          | 5          | 188    | 117    | +71    | 12     |
| 8    | Harlequins          | 11         | 5          | 0          | 6          | 194    | 184    | +10    | 10     |
| 9    | Rosslyn Park        | 11         | 5          | 0          | 6          | 172    | 208    | –36    | 10     |
| 10   | Moseley             | 11         | 3          | 0          | 8          | 113    | 242    | –129   | 6      |
| 11   | Waterloo            | 11         | 1          | 1          | 9          | 120    | 235    | –115   | 3      |
| 12   | Liverpool St Helens | 11         | 1          | 0          | 10         | 116    | 254    | –138   | 2      |

Pts = Puntos totales; PJ = Partidos Jugados; G = Partidos Ganados; E = Partidos Empatados; P = Partidos Perdidos; PF = Puntos a favor; PC = Puntos en contra; Dif = Diferencia de puntos;
| Bandera de Inglaterra |
| Campeón Bath          |
| Primer título         |